# Chevrolet Universal
La Serie AD Universal (o semplicemente Universal) è stata un'autovettura compact prodotta dalla Chevrolet nel 1930.

## Storia
Introdotta nel gennaio 1930, la Universal era dotata di un motore a sei cilindri in linea e valvole in testa da 3.179 cm³ di cilindrata che sviluppava 46 CV di potenza. Una novità fu l'installazione di freni meccanici a tamburo sulle quattro ruote. Il cambio era a tre rapporti e la trazione era posteriore. Uscì di produzione a 10 mesi dal lancio. Gli esemplari assemblati furono 864.243.